# Formosotoxotus nobuoi
Formosotoxotus nobuoi är en skalbaggsart som beskrevs av Antonio Vives och Tatsuya Niisato 2006. Formosotoxotus nobuoi ingår i släktet Formosotoxotus och familjen långhorningar.
Artens utbredningsområde är Nepal. Inga underarter finns listade i Catalogue of Life.